# J. M. Maurer
J. M. Maurer fou un director d'orquestra i compositor alemany del segle xix que compongué l'oratori La jeunesse de David i el melodrama Mazeppa, representat a Bamberg el 1837.